# Overgrowth
Overgrowth – komputerowa gra akcji stworzona przez Wolfire Games. Została zapowiedziana 17 września 2008 roku na platformy OS X, Microsoft Windows oraz Linux, a wypuszczona na rynek 16 października 2017.
Produkt jest trzecioosobową grą akcji osadzoną w średniowiecznym, dystopijnym świecie zamieszkiwanym przez antropomorficznych wojowników, takich jak: króliki, wilki, psy, koty i szczury. Głównym projektantem gry jest David Rosen, znany głównie wśród programistów gier na platformę Macintosh, gdzie zasłynął jako trzykrotny zwycięzca w corocznym konkursie uDevGames.

## Fabuła
Akcja Overgrowth rozpoczyna się w tym samym miejscu, w którym zakończył się wątek fabularny części pierwszej, w świecie opanowanym przez anarchię i bezprawie. Po zabiciu skorumpowanego króla, Turner – główny bohater, odmówił zajęcia miejsca na tronie, zamiast tego postanowił wyruszyć w dalszą podróż po wyspie w poszukiwaniu nowych celów. Parodie zakończenia życia Turnera dostępne są na stronie gry ukazane w komiczny sposób.
Wywiad przeprowadzony z Wolfire Games przez brytyjski serwis zConnection odkrywa kilka detali na temat fabuły:

What is the plot or storyline of Lugaru 's sequel, Overgrowth?
Well, I'm not supposed to reveal too much on this front. David is still ironing out the final details on the path of Overgrowth. We're pretty sure that we want Turner, the star of Lugaru, to be the protagonist of Overgrowth. Overgrowth will occur in the same world, some years after Lugaru ended. We believe veterans of Lugaru will have a more flavored understanding of Overgrowth's atmosphere but we will definitely make Overgrowth its own stand alone game. New species are now in the world. So far we've announced cats and rats and we've worked out the cultural and physical differences of each species. I'm not supposed to leak the actual plot line yet but I can say that it will guide the player through all the exciting aspects of the Overgrowth universe.

## Rozgrywka
Akcja rozgrywki w Overgrowth będzie podobna do tej z Lugaru. System walki będzie opierać się na przemyślnie ostrożnych atakach, przewrotach, wysokiej mobilności i poleganiu na środowisku. Gracz będzie mieć także szeroki asortyment broni białej.
Inny system, który zostanie wykorzystany w Overgrowth, to system odbijania ciosów. Każdy atak będzie można odwrócić przeciwko atakującemu. Użycie otoczenia będzie istotnym elementem walki, przykładowo można urwać gałąź z drzewa, gdy nie ma czym się bronić lub przejść przez rzekę w celu zgubienia tropiących gracza wilków.

## Produkcja
17 września 2008 roku oficjalnie została zapowiedziana gra Overgrowth, która jest kontynuacją Lugaru. Jeden z projektantów, John Graham określił, że Overgrowth zachowa ducha swojego poprzednika, jednak poprawiona zostanie fizyka i oprawa graficzna. Dodał także że z powodu braku wydawcy lub innego inwestora, premiera odbędzie się w momencie, kiedy gra będzie gotowa. Produkcja oparta jest na nowym silniku Phoenix Engine. Posiada on wiele zaawansowanych funkcji takich jak animacja oparta na fizyce. Posiada również ulepszony silnik odpowiadający za ruchy postaci, dzięki czemu przejścia pomiędzy biegiem, skokami, przewrotami, obrotami będą w pełni płynne, jak i inne animacje zależne od okoliczności, środowiska, nastroju a nawet od osobowości bohatera. Środowisko gry będzie zależne od warunków pogodowych, na przykład pod wpływem światła słonecznego drzewa będą rosły szybciej. Od 25 listopada 2008 roku wszystkie osoby które kupiły grę, mają dostęp do wersji testowej Overgrowth. Jednocześnie z nowymi aktualizacjami twórcy opisują wszelkie zmiany w krótkich filmach. Na targach gier Game Developers Conference w 2012 roku zaprezentowano tryb versus dla dwóch graczy. W listopadzie 2013 roku dodano edytor dialogów, dzięki któremu możliwe jest zrobienie cut scenek.